# Joe Haden
Joseph Walter Haden III (* 14. April 1989 in Fort Washington, Maryland) ist ein ehemaliger US-amerikanischer American-Football-Spieler in der National Football League (NFL). Er spielte für die Cleveland Browns und die Pittsburgh Steelers als Cornerback.

## College
Haden wurden von mehreren Universitäten Sportstipendien angeboten. Er entschied sich für die University of Florida und spielte für deren Mannschaft, die Gators, von 2007 bis 2009 College Football. Er konnte mit dem Team zwei Titel gewinnen und wurde für diverse Auswahlen nominiert.

## NFL

### Cleveland Browns
Beim NFL Draft 2010 wurde er in der 1. Runde als insgesamt 7. von den Cleveland Browns gewählt und erhielt einen gut dotierten Fünfjahresvertrag. Er wurde zunächst als Nickelback eingesetzt, später als Starting Cornerback.
2012 erhielt er, nachdem er positiv auf Amphetamin getestet wurde, eine Sperre von vier Spielen.
2013 und 2014 wurde er jeweils in den Pro Bowl berufen.
Am 30. August 2017 wurde er von den Cleveland Browns entlassen.

### Pittsburgh Steelers
Am Tag seiner Entlassung bei den Browns unterschrieb Haden einen Dreijahresvertrag bei den Pittsburgh Steelers, der ihm 27 Millionen US-Dollar einbringt.
Auch bei seinem neuen Team zeigte Haden konstant gute Leistungen und konnte sich jede Spielzeit verbessern. 2019 gelangen ihm etwa 17 Passverteidigungen und fünf Interceptions. 2020 konnte er im Spiel gegen die Baltimore Ravens den zweiten Touchdown seiner Karriere erzielen.
Am 21. September 2022 gab Haden sein Karriereende bekannt und unterschrieb dafür symbolisch für einen Tag bei den Browns.